# Bop till You Drop
Albums de Ry Cooder
Jazz
(1978) Borderline
(1980)
Bop till You Drop (1979) est le 8e album du guitariste, chanteur et compositeur américain, Ry Cooder.

## Présentation
C'est le premier album à enregistrement numérique réalisé par une grande compagnie de disques.

## Titres de l’album
1. « Little Sister » (Doc Pomus, Mort Shuman) – 3:49
2. « Go Home, Girl » (Arthur Alexander) – 5:10
3. « The Very Thing That Makes You Rich (Makes Me Poor) » (Bailey) – 5:32
4. « I Think It's Going to Work Out Fine » (McCoy, McKinney) – 4:43
5. « Down in Hollywood » (Cooder, Drummond) – 4:14
6. « Look at Granny Run Run » (Ragovoy, Shuman) – 3:09
7. « Trouble, You Can't Fool Me » (Knight, Varnell) – 4:55
8. « Don't Mess Up a Good Thing » (Sain) – 4:08
9. « I Can't Win » (Johnson, Knight, Richardson) – 4:16

## Musiciens
- Ry Cooder - guitare, guitare basse, mandoline, chant
- Jimmy Adams – voix
- Ronnie Barron – orgue, guitare, claviers
- Tim Drummond – guitare basse
- Cliff Givens – voix
- Rev. Patrick Henderson – orgue, claviers
- Milt Holland – percussions, batterie
- Bill Johnson – voix
- Herman E. Johnson – voix
- Jim Keltner – batterie
- Chaka Khan – voix
- Bobby King – voix
- David Lindley – guitare, mandoline
- Randy Lorenzo – voix
- Reggie McBride – guitare basse
- George McFadden – voix
- Simon Pico Payne – voix
- Greg Prestopino – voix